# راسيل سبنسر
راسيل سبنسر (بالإنجليزية: Russ Spencer)‏ هو مغني ومقدم تلفزيوني بريطاني، ولد في 1 مارس 1979 في بورنموث في المملكة المتحدة.